# Spermophorides flava
Spermophorides flava là một loài nhện trong họ Pholcidae. Loài này có ở quần đảo Canaria.